# ジョン・シャリカシュヴィリ
ジョン・マーチェイズ・デイヴィッド・シャリカシュヴィリ（John Malchase David Shalikashvili、グルジア語: ჯონ მალხაზ დავით შალიკაშვილი、1936年6月27日 - 2011年7月23日）は、アメリカ陸軍の軍人。第13代、外国生まれの人物としては初のアメリカ軍統合参謀本部議長。最終階級は大将。
シャリカシュヴィリはポーランドにて亡命グルジア人の父親とポーランド人の母親との間で生まれたグルジア＝ポーランド系アメリカ人である。アメリカには珍しい『～シュヴィリ』というグルジア語の姓である。

## 略歴

### 初期
1936年にポーランドのワルシャワで、グルジア人亡命貴族ドミトリー・シャリカシュヴィリ (1896–1978)と、帝政ロシア時代にポーランドにおいて将軍を務めたポーランド貴族の娘マリアのもとに生まれる。シャリカシュヴィリ家はグルジアの名家であり、ジョンはその直系の子孫である。父ドミトリーはロシア帝国の軍人、官僚であるドミトリー・スタロセルスキーの孫としてグルジャアニで生まれ、彼もロシア帝国の軍人となった。母マリアは、ロシア帝国の将軍であったRudiger-Bielajew伯爵の娘であり、ポーランドとドイツの血を引く。
ロシア革命により帝政が崩壊すると、革命の混乱の中で独立したグルジア民主共和国の中佐となる。1921年にグルジアに赤軍が侵攻した際、外交任務でトルコにいたドミトリーはポーランドに亡命し、当地で後にジョンの母となる女性、 マリアと出会い、夫婦は3人の子に恵まれた。
ナチス・ドイツとソ連がポーランドに侵攻し第二次世界大戦が勃発するとドミトリーは当初ポーランド軍のグルジア人部隊将校としてドイツと闘った。ポーランドがドイツに占領され、のちにドイツがソ連に対する戦争を開始すると、このグルジア人部隊はドイツ国防軍の「グルジア大隊」に組み入れられ、ドミトリーはソ連軍と戦った（このことが、後にサイモン・ヴィーゼンタール・センターに暴露され、アメリカ国内のユダヤ人団体から批判された）。その間、ジョンを含めマリアや子供たちはドイツが占領するワルシャワに住んでいた。
やがて赤軍がワルシャワに接近したため、1944年に一家はドイツのパッペンハイムに移る。1952年にはドミトリーのいとこと結婚していた地元の銀行家の妻ウィニフレッド・ルーシーの支援を受け、アメリカのイリノイ州ピオリアに移住した。ルーシー家、米国聖公会により就職や家探しを支援してもらい、ドミトリーはアメレンで、マリアはコマーシャル・ナショナル・バンクで職を得た。1958年に一家はアメリカの市民権を取得した。これはジョンが生まれて初めて手にする国籍であった。

### アメリカ軍人

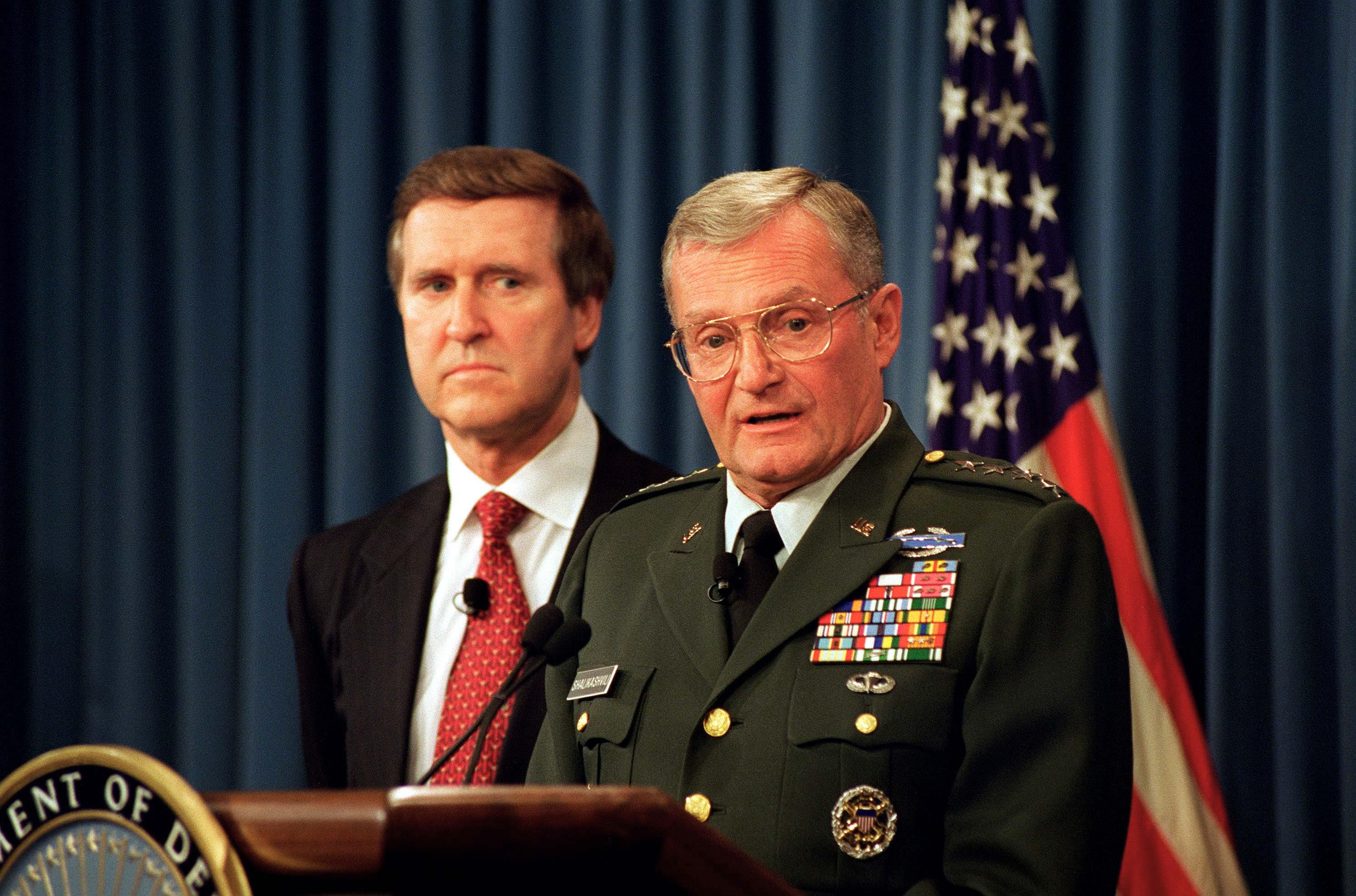
左：ウィリアム・コーエン国防長官、右：ジョン･シャリカシュヴィリ統合参謀本部議長（1997年7月31日、国防総省の記者会見にて）

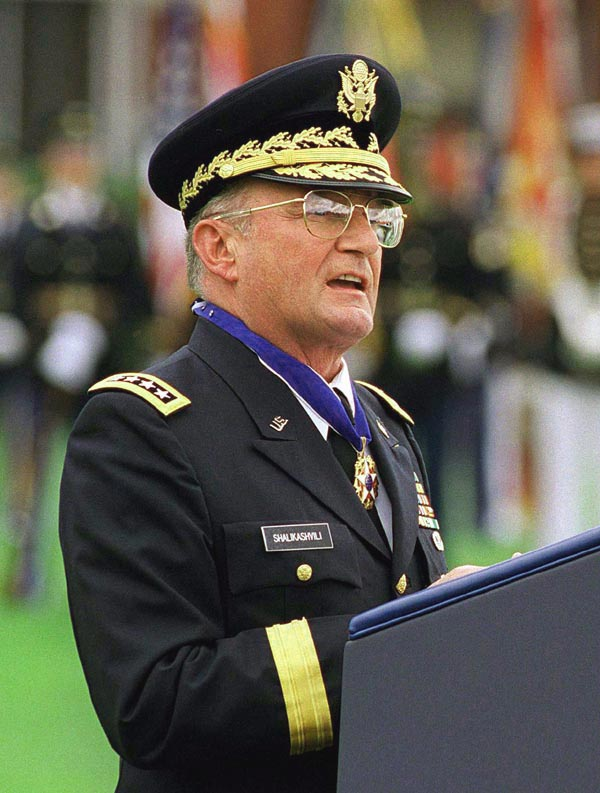
自身の退役式典で挨拶を述べるシャリカシュヴィリ（1997年9月30日）

1958年にはブラッドリー大学を卒業し、機械工学の学士号を取得。大学卒業後、建設機械メーカー、ハイスターで働く計画であったが同年7月に陸軍に二等兵として召集された。半年後士官候補生学校に入学し、1959年に少尉に任官。以後、海軍大学校および陸軍戦略大学を経て、1982年には准将に昇進。陸軍参謀本部戦略計画副部長に任命される。この間にアラスカ、ドイツ、イタリア、ヴェトナム、韓国勤務等を経験し、ジョージ・ワシントン大学で国際関係学の修士号を取得している。ドイツ語、ポーランド語、ロシア語に堪能だったためヨーロッパ各国との軍事外交で活躍した。
1984年、ふたたびドイツに戻り、第1機甲師団副師団長となる。1986年、陸軍参謀次長補（作戦計画担当）兼戦略計画部長に任命され、少将に昇進。1987年から1989年にかけては、第9歩兵師団長を務めた。1989年には中将となり、在欧アメリカ軍副司令官兼第7軍司令官としてドイツに赴任。
1991年の湾岸戦争に際しては湾岸地域への兵器輸送を指揮。同年4月には、困難をきわめたクルド難民支援作戦の指揮官に抜擢され、これを成功させる。このときのシャリカシュヴィリの作戦行動は、難民キャンプの恒久化を巧みに避ける配慮がなされており、難民問題の専門家からも高く評価された。
1991年8月、ワシントンに戻り、統合参謀本部議長補佐官に就任。ついで大将に昇進し、1992年から1993年にかけてNATOヨーロッパ連合軍最高司令官兼在欧アメリカ軍司令官を務める。1993年10月、コリン・パウエルの後をうけて第13代統合参謀本部議長に指名され、1997年に退役するまでこの任にあたった。
ナチス協力者の父のもとに生まれ、ポーランド移民としてアメリカに渡り、一兵卒として召集されてアメリカ軍のトップに上り詰めたという異色の経歴の持ち主。軍人らしからぬ温和な風貌、控え目で善良な人柄で知られ、湾岸戦争等で発揮された卓越した作戦遂行能力により、第二次世界大戦後のアメリカ屈指の名将と評価されている。

### 退役後
スタンフォード大学国際研究所で客員教授を務めた。
2011年7月23日、ワシントン州の陸軍病院で死去。75歳没。